# Distretto di Shamva
Il distretto di Shamva è uno dei 7 distretti che compongono la provincia del Mashonaland Centrale, in Zimbabwe. Ha una popolazione di 165.641 abitanti e una superficie di 2.695 Km², il capoluogo è Shamva

## Demografia
| Censimento (anno) | Popolazione     |
| ----------------- | --------------- |
| 2002              | 98.018          |
| 2012              | 123.650 (+2,4%) |
| 2022              | 165.641 (+3,1%) |